# Mauritiuskirche (Schöckingen)

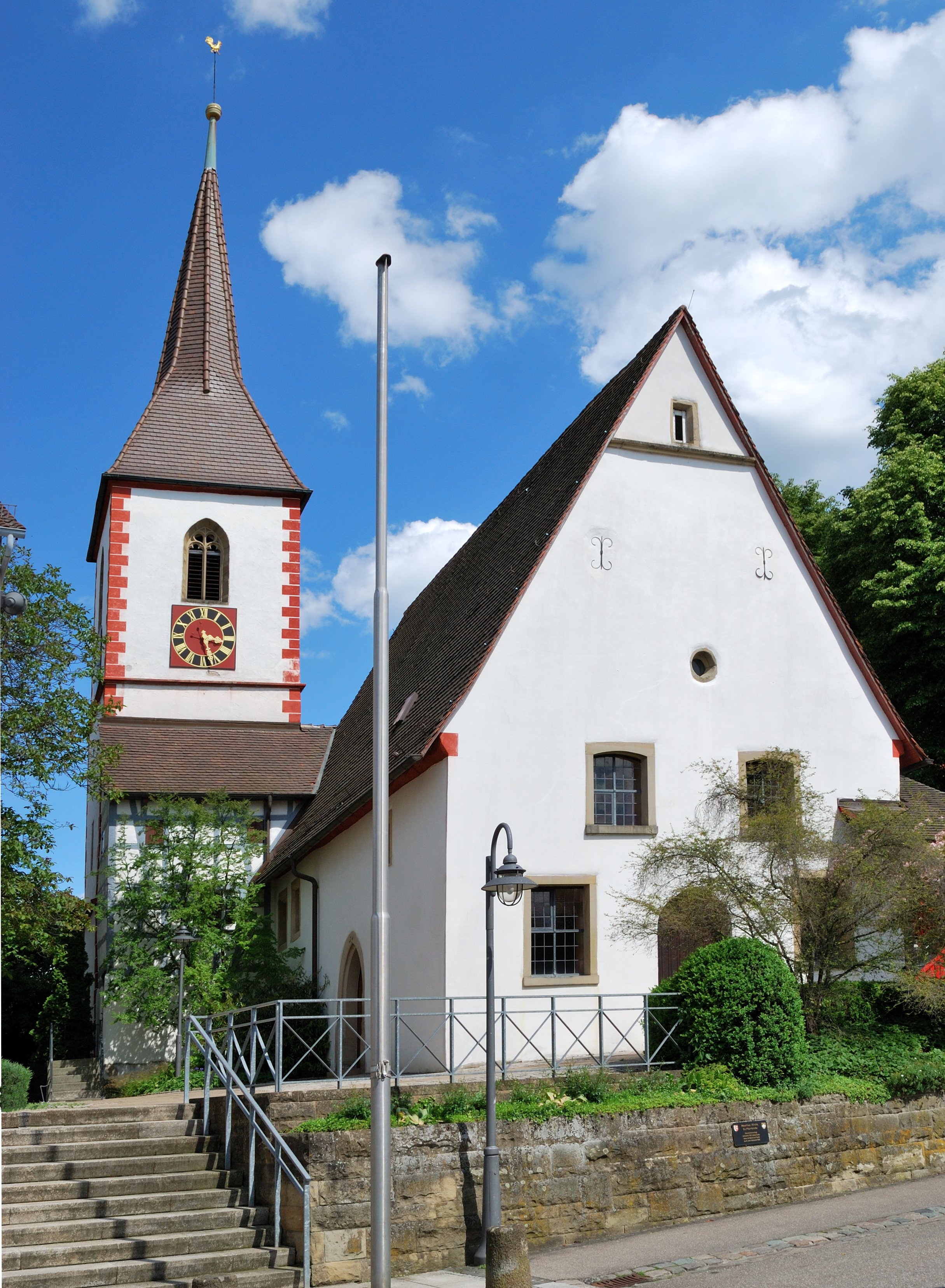
Außenansicht der Kirche

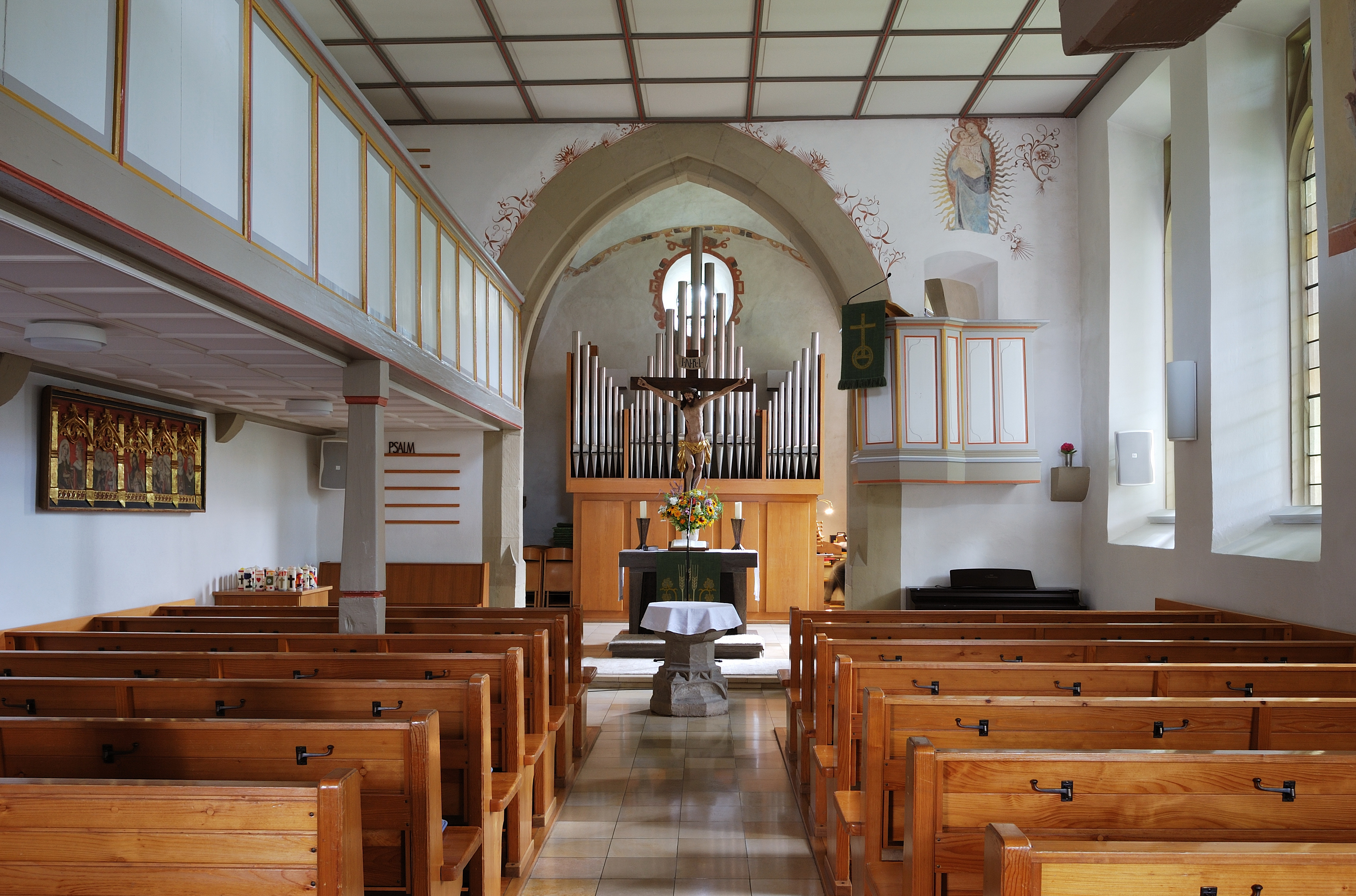
Blick zum Altarraum

Die Mauritiuskirche ist eine evangelische Kirche in Schöckingen, einem Ortsteil der Stadt Ditzingen. Sie ist Kulturdenkmal gemäß § 28 DSchG BW.

## Geschichte
Das Alter der Pfarrei ist unbekannt. Vielleicht bestand schon zur Zeit der urkundlichen Ersterwähnung des Dorfs (814) eine Kapelle. 1267 wurde ein Altar der Kirche geweiht. 1434 wird erstmals ein Pfarrer erwähnt. 1553 ist das Mauritiuspatrozinium belegt. Patronatsherren waren die von Nippenburg bis zu ihrem Erlöschen 1646. Beim Heimfall des Lehens fiel das Patronatsrecht an das Haus Württemberg als Landesherren. Die Herzöge von Württemberg behielten es auch, als Schöckingen den von Gaisberg zu Lehen gegeben wurden.
Mitte des 16. Jahrhunderts war Friedrich Nippenburger Kirchherr, versah die Pfarrstelle aber nicht selbst, sondern ließ sich durch einen Mercenarius (Mietgeistlichen) vertreten. Im Gegensatz zu den umliegenden württembergischen Gemeinden, die schon 1534 lutherisch geworden waren, blieb Schöckingen zunächst altgläubig, wenngleich Ende des 16. Jahrhunderts (1589, 1594) Kontakte der Nippenburger zu den Wiedertäufern nachgewiesen sind. Auf Anordnung Herzog Friedrichs, der das Dorf Schöckingen vorübergehend eingezogen hatte, wurde 1599 die Reformation eingeführt. Erster evangelischer Pfarrer wurde Johannes Vischer aus Reichenberg. Der bisherige katholische Messpriester bezog als Pfründner das Spital in Stuttgart, wo er noch 1611 lebte.
Bei Einrichtung des Dorflehens (1718) wurde dem jeweiligen Inhaber das Präsentationsrecht für drei Bewerber aus den Reihen der württembergischen Pfarrer oder geprüften Absolventen des Predigerseminars zugestanden. Die Freiherren von Gaisberg-Schöckingen hatten das Patronatsrecht bis 1982. Mit dem Tod von Nicolai Freiherr von Gaisberg-Schöckingen ist es erloschen.

## Kirchenbau
Den ältesten Teil des Kirchengebäudes bildet der erhöhte, kreuzgewölbte Chorraum (1479 durch die Herren von Renningen im gotischen Stil umgebaut), der durch einen spitzbogigen Triumphbogen mit dem flachgedeckten Kirchenschiff verbunden ist. Unter dem Altarraum befand sich ein Erbbegräbnis der Familien von Nippenburg und von Gaisberg. Der Turm (1485) ist nordwestlich an das Schiff angebaut. Das untere Turmgeschoss bildet heute die Sakristei.
Die Wände der Kirche waren in vorreformatorischer Zeit wohl vollständig mit biblischen Szenen ausgemalt. Sie wurden im Zuge der Umgestaltung des Raums nach Einführung der Reformation übermalt. 1629 erhielt die Kirche Emporen an der West- und Nordseite.
1961 wurden die spätgotischen Malereien an der Nord- und Südwand des Schiffs durch den Restaurator Schwenk freigelegt, 1988 auch eine Rollwerkmalerei im Chor aus der Zeit um 1600. 1965 wurde der ins Achteck überführte Turmhelm (bekrönt durch Kugel und Hahn) erneuert. Eine umfassende Innen- und Außensanierung fand 1987 bis 1989 statt.

## Ausstattung
Der schlichte Tischaltar aus Muschelkalk wurde 1961 neu angefertigt. Über ihm erhebt sich ein großes Kruzifix aus der ersten Hälfte des 17. Jahrhunderts, das die Gemeinde 1854 aus Westheim bei Schwäbisch Hall erwarb. Die Kanzel, angefertigt 1629, erhielt 1826 ihren heutigen Platz neben dem Triumphbogen, wofür ein zusätzlicher Durchgang durch die Chorwand gebrochen wurde.
Der achtseitige spätgotische Taufstein verfügt über zwei Messingdeckel, einen 1988 von Gemeindegliedern gespendeten und einen weiteren, der bei einer Gemeindereise in Aleppo in Auftrag gegeben wurde.
Zwei Skulpturen, die die Mutter Gottes und den Kirchenpatron Mauritius darstellen, stammen wohl noch vom gotischen Hochaltar der Kirche; ebenso die jetzt an der Nordwand unter der Empore angebrachte ehemalige Predella des Altars mit dem Gleichnis von den klugen und törichten Jungfrauen.
Die freigelegten Reste der Wandbemalung zeigen die Übergabe der 10 Gebote (Ex 20 ) und das Goldene Kalb (Ex 32,1–4 ) sowie an der Ostwand des Schiffs über dem Kanzeldurchbruch eine Mondsichelmadonna.
Mehrere Grabdenkmäler erinnern an die in der Kirche bestatteten Herren von Nippenburg und von Gaisberg:
- Grabmal für Hans von Nippenburg († 1540) und Martin von Nippenburg und dessen Frau Maria Salome († 1597)
- Grabmal für Ludwig Friedrich († 1614) und Johann Friedrich von Nippenburg († 1616), zwei Söhne des Ernst Friedrich von Nippenburg
- Grabmal für Friedrich Albrecht von Gaisberg († 1747) und seine Frau Sophie Friederike († 1757)
- Grabmal für die Kinder Ulrich Albrecht († 1672) und Philipp Friedrich († 1674) des Ernst Friedrich von Gaisberg und seiner Frau Maria Margarete.

## Orgel
Die hinter dem Altar aufgestellte Orgel wurde 1963 durch die Firma Walcker in Ludwigsburg erbaut. Sie verfügt über 13 Register auf zwei Manualen und Pedal.

## Geläut
1852 verfügte die Kirche über Glocken aus den Jahren 1693, 1700 und 1748. Nach den Kriegsverlusten wurde das Geläut 1950 von der Stuttgarter Glockengießerei Kurtz neu gegossen.
- Betglocke: h′
- Kreuzglocke: d′′
- Taufglocke: e′′

## Friedhof
Der Begräbnisplatz befand sich bis 1821 auf dem Kirchhof und wurde dann außerhalb des Orts neu angelegt und mehrfach vergrößert.